# 阿尔特姆·达齐申
阿尔特姆·维克多罗维奇·达齐申（羅馬化：Artem Viktorovych Datsyshyn；1979年1月26日—2022年3月17日），烏克蘭芭蕾舞者及獨舞者，隸屬於國立烏克蘭歌劇院，他于柴可夫斯基的《天鹅湖》以及普罗科菲耶夫的《羅密歐與朱麗葉》兩部芭蕾舞劇中扮演主角。並在國際比賽中獲獎，亦于歐洲、北美和日本進行巡迴演出。他在2022年俄羅斯入侵烏克蘭中被俄軍炮火擊斃。

## 生平與職業生涯
達齊申出生於蘇聯乌克兰苏维埃社会主义共和国赫尔松，畢業於基辅舞蹈学校。師從V·帕尔塞戈夫。當他還是一名學生時，他就參加了1996年國際謝爾蓋·里法芭蕾舞比賽，並榮獲三等獎。1998年參加魯道夫·紐瑞耶夫國際芭蕾舞比賽並榮獲二等獎，但未獲得一等獎。
1997年，達齊申成爲國立烏克蘭歌劇院的一名獨舞者，他扮演了莫里斯·珀蒂帕和列夫·伊万诺夫的《天鹅湖》與《胡桃夾子》、让·科拉里和朱尔斯·佩罗的《吉賽爾》、珀蒂帕的《舞姬》以及普羅科菲耶夫的《羅密歐與朱麗葉》等的芭蕾舞臺劇的主角。2001年9月，達齊申作爲阿纳斯塔西娅·沃洛奇科娃的搭檔出演了英國倫敦萨德勒之井剧院的芭蕾舞臺劇。2004年，他跟隨基輔公司于西班牙和馬略卡島進行巡迴演出，出演了《天鵝湖》和《睡美人》兩部芭蕾舞劇。2014年10月，他參與了烏克蘭國家歌劇院為難民兒童舉辦的慈善活動，表演了由卡伦·哈恰图良配樂和由亨里希·马约罗夫于1995年編舞的芭蕾舞劇《洋葱頭歷險記》，該芭蕾舞劇講述了一位英雄勇敢地參與一場反對不公正待遇的鬥爭之中，並帶領自己的朋友和夥伴們戰勝邪惡的故事。在許多與新舞者合作的演出中，他扮演了“狂妄自大”的檸檬王子。他曾於德國、奧地利、瑞士、意大利、西班牙、法國、葡萄牙、日本、黎巴嫩、加拿大和美國等地參與巡迴演出。他對芭蕾的詮釋被描述爲富有表現力，具有“崇高的浪漫”以及“心理深度”。

## 逝世
根據美籍俄羅斯編舞者阿列克谢·拉特曼斯基的説法，達齊申于2022年2月26日在2022年俄羅斯入侵烏克蘭中被俄軍炮火擊傷。英國廣播公司新聞報道了達齊申兩天之前因傷勢過重已於2022年3月19日逝世的消息，享年43嵗。
在達齊申逝世之後，國立烏克蘭歌劇院首席舞臺總監阿納托里·索洛維揚年科在Facebook上發帖稱達齊申是一位“偉大的藝術家”和“了不起的人”。拉特曼斯基稱他爲“受其同事喜愛的美麗舞者”，但卻添上了“難以承受的痛苦”。

## 外部鏈接
- Artem Datsyshyn在互联网电影资料库（IMDb）上的資料（英文）